# モダフィニル

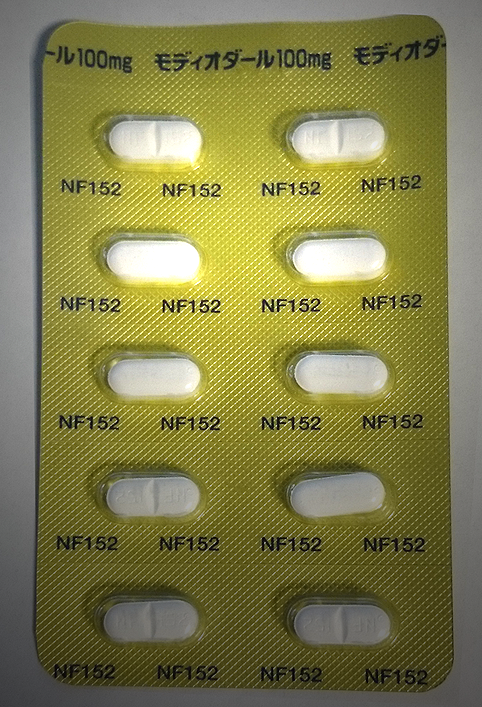
modiodalの剤形

モダフィニル (Modafinil)、とは、覚醒を維持するための精神刺激薬のひとつである。日本では商品名モディオダール、アメリカではプロビジルで知られる。適応はナルコレプシーなどに伴う日中の過度な眠気である。
主な作用機序はヒスタミン系を介した大脳皮質の賦活化やGABA遊離抑制作用であり、メチルフェニデート（リタリン）やペモリン（ベタナミン）といった伝統的な中枢刺激剤とは異なりドーパミン系の賦活化作用は弱いと考えられている。そのため陶酔作用が少ない。

## 適応
2020年時点では35か国で承認されており、下記の疾患に伴う日中の過度の眠気（EDS）への適応がある。ただし全ての国で承認されている適応症はナルコレプシーのみである。欧州連合加盟国においては2011年に実施された、安全性への懸念に対する欧州医薬品庁による適応見直しの結果、ナルコレプシー以外への適応が削除された。
- ナルコレプシー
- 閉塞性睡眠時無呼吸症候群
- 特発性過眠症
- 交代勤務睡眠障害
- 注意欠如・多動症ほかEDS関連症状（メキシコのみ）

### 適応詳説
製薬会社の主張によると、モダフィニルは過度の眠気に悩む人々が、副作用や行為障害を伴わずに覚醒状態を維持することを可能にするが、全ての場合において期待通りの効果が得られるわけではなく、発疹や腸の不調などの副作用を引き起こすこともあるとしている。メチルフェニデートの半減期3時間と比較すると、モダフィニルの半減期は10-15時間と長いため、一般には起床直後に服用すると、夜間の通常の睡眠を妨げることなく薬効はほぼその日じゅう続く。通常、1日モダフィニル200mgを処方することが一般的であるが、過度の眠気が残存するようであれば、1日300mgまでの増量が許されている。実際、ナルコレプシーの患者の場合には、1日当たり朝(200mg)と昼(100mg)といった2回の服用が必要となることがある。
日本では、ナルコレプシー・特発性過眠症患者および閉塞性睡眠時無呼吸症候群患者に対しての適用が認められている。ただし、後者の場合、CPAP（持続陽圧呼吸療法）などの気道閉塞に対する治療が3ヶ月以上行われているにもかかわらず、日中の過度の眠気の残存が認められる場合において適用が認められる。
初めてモダフィニルを使用する患者の場合、より効果的となるように用量の調整が必要である。人間の体内における半減期はおよそ12時間。二重盲検法で分かった多くの副作用の中では、頭痛だけが統計上通常の5%増加したが、他の副作用の数は偽薬（プラシーボ）よりも約1%多いだけであった。
また、モダフィニルは、メタンフェタミン、メチルフェニデート、ペモリンなどの伝統的中枢刺激剤に比較し、依存性が低いと考えられている。

## 有効性
一方、欧米では、様々な病態へのモダフィニルの活用が模索されており、多発性硬化症、パーキンソン病、進行期・末期がんの倦怠感や、慢性疲労症候群への応用も視野に入れて研究がなされている。
進行期・末期がんの倦怠感についてJean-Pierreらが2010年に報告したモダフィニルの効果に関する第3相試験では元々の疲労が強度であった場合に有効であるという結果であった。また、Spathisらが2014年に報告した二重盲検無作為化試験では、進行期・末期がんの倦怠感の改善はプラセボと変わらないという結果であった。ただ、モダフィニルを使った規模の大きい臨床試験が少なく、結論は今後の追試を待つ必要がある。
モダフィニルはエネルギーの欠如や疲労の訴えに対して処方されるものではないが、そういった患者に対しても時には有効であることが分かっている。さらには、1日に10時間以上も睡眠を必要とし、十分な睡眠を取ろうとするがために、日常生活において能力を十分に発揮できない過眠症の患者の治療にも使われてきている。
2005年1月に、ペンシルベニア大学の研究者たちは二重盲検プラセボ対照法による試験により、モダフィニルがコカインの依存症から回復する助けになる可能性があることが分かったと発表した。

### 認知機能
モダフィニルは、覚醒作用以外の効果も期待されており、その一つが認知力の向上である。現時点では、肯定的な研究が多い。健常な成人で知的タスクの処理能力が向上したという報告もあるが、低IQ群でのみ向上効果を認め、平均IQ115の高IQ群では顕著な向上は認めないとする研究もある。また、ある研究では断眠状態の健常成人では400mgのモダフィニルにより知的テストでの間違いが減る効果を認め、この効果は600mgのカフェインや20mgのアンフェタミンと同等であったとしている。認知機能向上については、モダフィニルによるモノアミン系への修飾がその機序に関わっていると推測されている。
なお、安易にスマートドラッグとして使用することが、良いことかどうかについては手つかずの状態である。

## 副作用
添付文書の、重要な基本的注意には、連用により薬物依存が生じるおそれがあり、特に薬物依存、アルコール依存等の既往歴がある場合の慎重投与と、うつ病などの既往歴がない人でも幻覚、妄想、自殺念慮等が生じる場合があること、が記載されている。
添付文書の使用上の注意には、身体疾患では心臓疾患、高血圧、重篤な肝機能障害、腎機能障害への注意がある。てんかんおよび既往歴では、発作の閾値の低下のおそれがある。
催奇性は否定できないため、妊娠中は服用しない方が望ましい。授乳も避ける。

## 薬理
モダフィニルの作用機序に関して、十分明らかにされていないのが現状である。唯一、アンフェタミン系の薬剤の刺激興奮作用とは異なる機序であることは知られている。

### 覚醒のメカニズム
覚醒のメカニズムは、(1)モノアミン作動性神経系を主とする上行性網様体賦活系を介する経路と、(2)ヒスタミン作動性神経系を介する経路、の2つの経路があると考えられている。
(1)は、ドーパミン、ノルアドレナリン、セロトニン、そしてアセチルコリンなどの関与が考えられており、いずれのニューロンも上行性網様体賦活系の一部として、脳幹から上位中枢に投射している。
モダフィニルの働きの正確な機序は明らかではないが、インビトロ研究では、この薬がドーパミンの再取り込みを阻害する。一方で、ドーパミン拮抗薬と同時に投与することは、アンフェタミンの刺激効果を抑制するということが知られているが、モダフィニルの覚醒促進作用は減弱させない。モダフィニルは、グルタミン酸系を賦活化しGABAを抑制する。モダフィニルは、陶酔や快感を引き起こさないので、他の刺激剤に比べて乱用の可能性は低いと考えられている。
(2)は視床下部後部の結節乳頭核の周囲から伸びている上行性のヒスタミンニューロンによって調整されている。

### 作用機序
ラットを用いた試験では、モダフィニルは結節乳頭核に存在するヒスタミン作動性神経を間接的に活性化し、視床下部前部のヒスタミン遊離を増加させた。さらに、モダフィニルは大脳皮質、内側視索前野、視床下部後部における抑制性介在ニューロンの神経伝達物質であるGABA遊離を抑制した。
動物実験の結果から、賦活系のヒスタミンの増加と抑制系であるGABAの抑制により、覚醒を維持すると考えられている。
なお、ナルコレプシーでは視床下部に存在するホルモンオレキシン（ヒポクレチンと同じ）神経が脱落していて、髄液中オレキシン濃度が低下している。オレキシンは視床下部のヒスタミン神経系を活性化して活性化を及ぼす働きがあるので、これが機能しないと覚醒障害を起こす。この点で、ヒスタミン神経系に作用するモダフィニルの作用は理解しやすい。
また、モダフィニルの中枢刺激効果は用量及び時間依存的である。作用は、クロロ化で増強され、メチル化で減弱する。モダフィニルは、腹外側視索前核 (VLPO) から投射している睡眠促進ニューロンのノルアドレナリン神経終末においてノルアドレナリンの再取り込みを阻害する。この作用が、モダフィニルの覚醒促進作用の少なくとも一部に関与しているものと考えられる。
モダフィニルはドパミン再取り込みトランスポーターに対して約 4,000 nmol/L の結合親和性 (Ki) を有するが、ノルアドレナリン再取り込みトランスポーターへは結合しない。
最近の研究により、上述の通り脳ペプチドの１つであるオレキシンが作用発現に関与する可能性が示唆されている。オレキシン神経は、視床下部を起始部として、覚醒の維持制御に関与する部位を含め、脳内の広い部位に神経を投射している。これらの神経の活性化により、投射部位でドパミンやノルアドレナリンが増加する。オレキシン系を欠損する動物では、ナルコレプシーに近い症状が見られる。モダフィニルはオレキシン神経を賦活化させ、この結果覚醒を促進させると考えられる。しかしながら、オレキシン受容体が欠損した遺伝子改変犬での研究においても、モダフィニルはこれらの動物で覚醒促進効果を示したため、モダフィニルの作用発現にはオレキシンの活性化は必須ではないものと推測される。
モダフィニルは、ドパミン取り込み阻害、VLPOでのノルアドレナリン取り込みの間接的な阻害、オレキシン系の賦活作用が合わさって作用を発現する可能性がある。

### 代謝
前述の通りモダフィニルの半減期は15時間で、投与4日目に定常状態に達する。
モダフィニルは、一部CYP3A4で代謝される。CYP2C、CYPC19を阻害し、CYP1A2、CYP2B6、CYP3A4を誘導する。様々な薬物相互作用のため併用の諸注意がある。

## 歴史
モダフィニルは、フランスの製薬会社ラフォン (Lafon、現Cephalon France社) の研究者により1970年代に実施された、一連のベンズヒドリル・スルフィニル系化合物の研究により見出された。モダフィニルは、アドラフィニルの主要な代謝物であり類似の活性を有するが、より広く用いられている。
アドラフィニルもまたベンズヒドリル・スルフィニル系化合物である。アドラフィニルは1986年にフランスでナルコレプシーの研究的治療に初めて用いられた。（2011年9月をもって、アドラフィニル製剤のOlmifonは製造中止になった。）
モディオダール (Modiodal) の名称で1994年以降フランスで、プロビジル (Provigil) の名称で1998年以降アメリカ合衆国で承認されている。商品名は、日本、フランス、メキシコではモディオダール、アメリカではプロビジルやSparlon、ドイツではVigil、オーストラリアではModavigil、カナダではAlertecである。
アメリカ合衆国では、セファロン社 (Cephalon) が1993年にラフォン社からモダフィニルの権利を取得して1999年に発売、また2001年にラフォン社を買収した。ラフォン社は米国で1979年に成分にまつわる基本特許を取得、セファロン社は1997年に製法にまつわる周辺特許を取得した。米国での基本特許は2001年に満了したが、アメリカ食品医薬品局 (FDA) による新規化学物質および希少疾病用医薬品、小児適応研究の排他特例（pediatric exclusivity）の指定を得て、セファロン社は2006年6月まで市場独占権を延長した。一方で、セファロン社は2001年から2006年にかけてモダフィニルによる疲労改善を掲げるなど、適応外使用の宣伝・教育助成活動を複数の薬でおこない、これに対しFDAは2002年に中止を勧告、元従業員の告発により2007年にセファロン社は違反を認め4億2500万ドルの解決金を支払うことになった。

### 後発医薬品を巡る反トラスト事件
モダフィニルの基本特許は米国では2001年に満了、ヨーロッパでは2005年に満了した。後発医薬品に関しては、テバ社、マイラン社、ランバクシー社、バー社といった複数企業が参入へ動き、米国では2006年に発売できる見通しが立っていたが、その前年からセファロン社が競合4社に対して特許侵害を訴えると共に3億ドル以上を支払って発売を遅らせるリバースペイメントをおこなったことが判明している。またこのリバースペイメントは、セファロン社が米国特許商標庁を欺いて2002年に取得した再発行特許に基づいておこなわれていた。その後、2011年にセファロン社はテバ社に買収された。前述のリバースペイメントに対し、米国の連邦取引委員会（FTC）は反競争的行為として提訴、2015年にテバ社は12億ドルの解決金を支払うことになり、これはFTCの提訴で支払われた史上最高額となった。またリバースペイメントに応じたマイラン社も9650万ドルの解決金を支払うことになった。ヨーロッパにおいてもリバースペイメント行為により、2020年に欧州委員会はテバ社とセファロン社に対して計6050万ユーロの罰金を科した。
またセファロン社は、2009年にモダフィニルの光学異性体の一つアルモダフィニル（(R)-モダフィニル）をヌビジル (Nuvigil) の名称で発売した。アルモダフィニルはモダフィニルと効果が類似し、さらに持続時間・効能の拡大が期待できたため、セファロン社はモダフィニルの市場独占権が失われる前にアルモダフィニルへ需要を移行させるべく図った。しかしFDAによるアルモダフィニルの承認は2005年になっても下りず、翌年にはモダフィニルの後発医薬品が発売される可能性が差し迫ったため、セファロン社は前述のリバースペイメントをおこなったとされる。これは医薬品業界でしばしば批判される慣行である前述の「リバースペイメント」と、類似製品で独占権を継続させる「プロダクトホッピング」の2つの競争回避方略が用いられた典型例とされる。

## 軍隊での使用
フランス政府は、海外駐留部隊がある種の隠密作戦の際にモダフィニルを用いたことを示唆した。モダフィニルは兵士への使用に関してアメリカ合衆国軍隊で繰り返し研究されている。
ある研究では、モダフィニル 600 mg を3回に分けて服用したヘリコプターパイロットは、88時間のうち、たった8時間の睡眠を摂っただけで覚醒状態を維持し続けた。他の研究では、モダフィニル 300 mg を、100 mg ずつ3回摂取した戦闘機パイロットの場合、断眠したF-117パイロットは、基準レベルに比べ操縦の正確さは約27%以内の低下を示したのみであった。

## 規制
アメリカの規制物質法のスケジュールIVに指定されている。
日本では、麻薬及び向精神薬取締法の第一種向精神薬である。厚生労働省より2006年7月25日–8月24日の1か月間、「パブリックコメント」が出され、モダフィニルの向精神薬の指定への意見募集を行った後、2006年9月8日に第一種向精神薬に指定された。
2004年8月3日に、モダフィニルは世界アンチ・ドーピング機構によって、禁止薬物のリストに加えられた。アテネオリンピックの開幕10日前のことである。